# Цигански джаз
Циганският джаз (известен и като цигански суинг или клубен джаз) е стил в джаз музиката.
За негов основоположник често е смятан китаристът Жан „Джанго“ Райнхард през 1930-те години. Тъй като неговото начало е поставено във Франция, стилът е наричан и с неговото френско име "джаз мануш„, или “мануш джаз" дори и в англоезични източници. В наши дни терминът се използва най-вече за този стил музика.
Джанго Райнхард е лидерът на група ромски китаристи, свирещи в и около Париж между 30-те и 50-те години на 20 век.

## Техники

### Ритъм
Ритъм китарата в циганския джаз използва специална техника при атаката на струните, известна като "la pompe„, т.е. “помпа". Тази ритмична форма придава на музиката бързо и жизнено суинг-чувство, като подчертава втория и четвъртия бийт. Атакуващата ръка, която никога не се допира до лицевата част на китара, извършва бързи атаки нагоре-надолу, последвани от атака в посока надолу. Ритъмът обикновено се поддържа в унисон от двама или повече китаристи.

### Хармония
Друг важен аспект на този стил е структурата на акордите, които Джанго Райнхард е принуден да използва поради контузията на пръстите си. Стандартните баре акорди са необичайни за циганския джаз. Стандартните мажорни и минорни акорди почти не се свирят, а вместо тях се използват мажорни септими, мажорни сексти, 6/9 акорди. Това рехармонизиране цели да придаде минорно чувство дори когато песента е в мажорен тон, например минорна секста на мястото на доминантна септима. Доминантните септими също са алтерирани чрез понижаване в 9-а и 13-а степен.

### Соло
Типично арпежите се изпълняват по диагонал от по-ниските прагове на ниските струни към по-високите прагове на високите струни. Те най-често обхващат не повече от два тона на струна, поради факта, че Джанго е можел да използва само два от пръстите на лявата си ръка.
Обичайно използваните скали в допълнение към арпежите са хроматичната скала, мелодичния минор, дорийския лад и „умалената“ скала. 
Техниката на свирене с перце при циганския джаз е описвана като подобна на икономичното свирене. Тоновете на една и съща струна се свирят нагоре-надолу, но при преминаване от струна на струна се запазва същата посока като целта е да се изпълни т.нар. „почиващ удар“, при който перцето се опира и „почива“ на струната, следваща тази, която е ударена. Така например при прехода на струните от Сол към Си перцето ги удря в една посока и „почива“ на струната на високото Ми. Техниката увеличава обема на звука и скоростта на свирене.